# Phyllodon truncatus
Phyllodon truncatus là một loài Rêu trong họ Hypnaceae. Loài này được (Welw. & Duby) W.R. Buck miêu tả khoa học đầu tiên năm 1987.